# 相馬半治

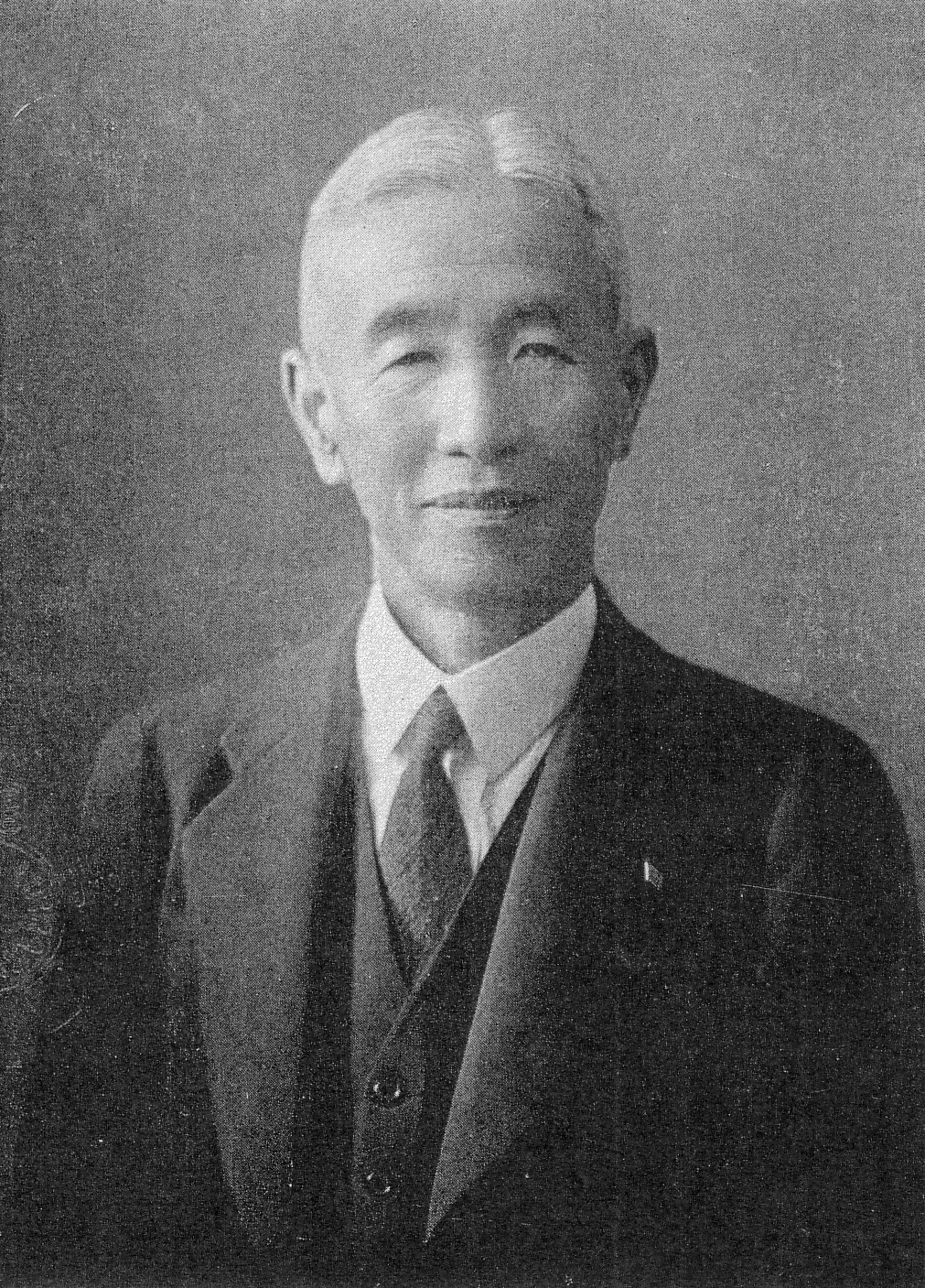
相馬半治

相馬 半治（そうま はんじ、1869年8月15日（明治2年7月8日） - 1946年（昭和21年）1月7日）は、明治製糖、明治製菓の創立者の一人。1903年に東京高等工業学校（現・東京工業大学）の教授となり、1906年に教授を辞めて明治製糖の設立に加わり、1916年に明治製菓設立に加わり、1923年から1942年まで明治製菓会長。砂糖業界四巨頭の一人と言われた。

## 生涯

### 生い立ち

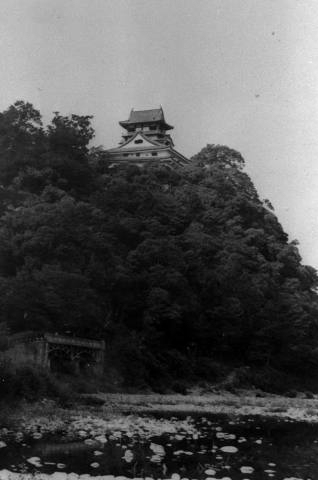
犬山藩の居城犬山城

相馬半治の元の姓は田中であった。田中家は代々犬山藩の家臣であり、半治の父、庵は田中家7代目で家禄59俵。母は尾張藩士加藤平八郎の長女八重子だった。田中半治は3男として1869年（明治2年）、尾張国丹羽郡犬山町に生まれた。父は明治維新を機会に士族の商法を始めるが失敗、家は困窮を極めた。半治4歳（年齢は以後数え年）の時に名古屋市に移り、その後も市内を転々とする。母は半治5歳の時に死んだため、祖母を母代わりに育った。
1876年（明治9年）、半治は家業を手伝いながら地元の新道小学校に入学するが、家計補助のため1883年（明治16年）4月には退学し、15歳で幅下榎小学校の助教となる。半治自身の回顧に拠れば、当時15歳の教員というのは稀有というほどでもなかったが、月給1円20銭は薄給だった。半治は現状を少しでも良くしようと努力した。1884年（明治17年）に小学教員学術検定試験を受け合格、間々原小学校にて月給6円となる。この地では一人暮らしとなり、自炊しながら昼は子供に教え、夜は村の青年を集めて漢学や数学を教えた。後に東京に出た後は故郷に一度も戻らない半治だったが、この時には再婚して菓子箱作りの内職をしていた父に会うため、毎週土曜家に帰っていた。

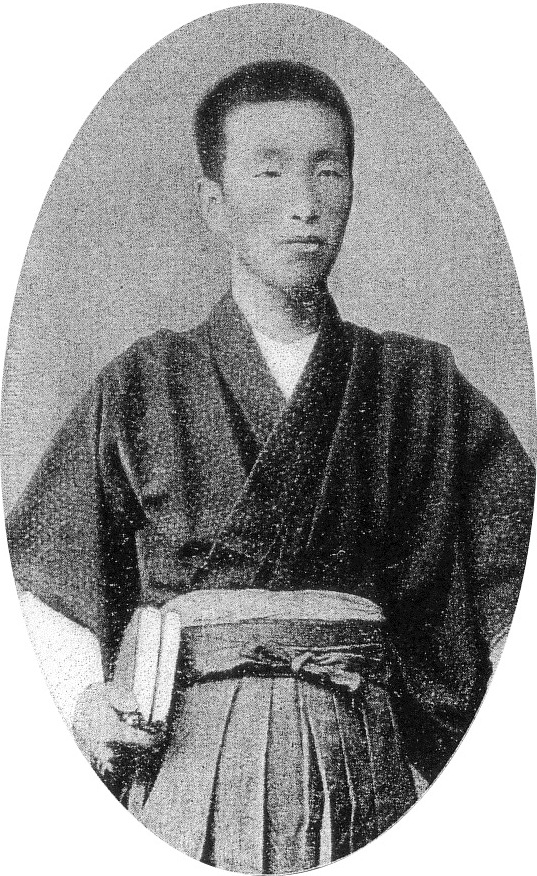
敬勝館時代の半治

1885年（明治18年）、さらなる向上を目指し、生年を慶応2年（つまり3歳年上）と偽って陸軍教導団（下士官養成学校）に合格、上京して教導団の歩兵科第3中隊に属する。教練場所は当初日比谷、後に鴻の台だった。当時の訓練生活は極めて厳しく、半治と同期で後中将にまでなる向西兵庫は「至厳なる軍紀の下に殆ど足腰立たぬほど過激なる訓練を受けしことは今尚忘れざる所なり」と語っている:8。相馬は後年に何度か精神的、肉体的困難に出くわすが、「軍隊生活の時を思えばいかほどでもない」と度々日記に記している。1886年（明治19年）、陸軍教導団卒業。歩兵2等軍曹として東京鎮台歩兵第1連隊（麻布歩兵第1連隊）付となる。卒業後も理化学と数学、外国語を独学し、1888年（明治21年）に陸軍士官学校の受験を申し出るが、上官に「将校たる資格が無いため」とのあいまいな理由で受験を許可されなかった。当時の友人は「受験勉強のやりすぎのためではないか」と推測している:9。ただし途中退役することはできず、軍隊生活を続けた。当時の上官に井上光、田中義一などがいる。1888年（明治21年）に1等軍曹。この間にも、東京盛門学校で商業簿記を学び、1889年（明治22年）卒業。1891年（明治24年）に陸軍を満期除隊となる。
1891年（明治24年）、神田区今川小路の敬勝館に入学。1892年（明治25年）、東京工業学校（後の東京工業大学）を年齢上限ぎりぎりで受験して合格、応用化学科に入学して手島精一に学ぶ。半治は手島を、後の上司小川䤡吉と共に2大恩人に挙げている。ところが1894年（明治27年）、日清戦争のため第3師団に応召され休学、伊勢山田で伊勢神宮の守備にあたっている。1895年（明治28年）に復学、1896年（明治29年）に最優等で卒業して東京工業学校の助教授、応用化学科工場長となった。数え27歳である。
なお、東京工業学校入学の頃から手帳に日記を付けるようになり、相馬の死の前年まで続けている。かなり後年のことになるが、「自分は毎日手帳に日記を付けているので、家にあっても仕事をしているのだ、仕事は追われるのではなく追いかけなければならない」と部下に述べたこともある:199。

### 留学

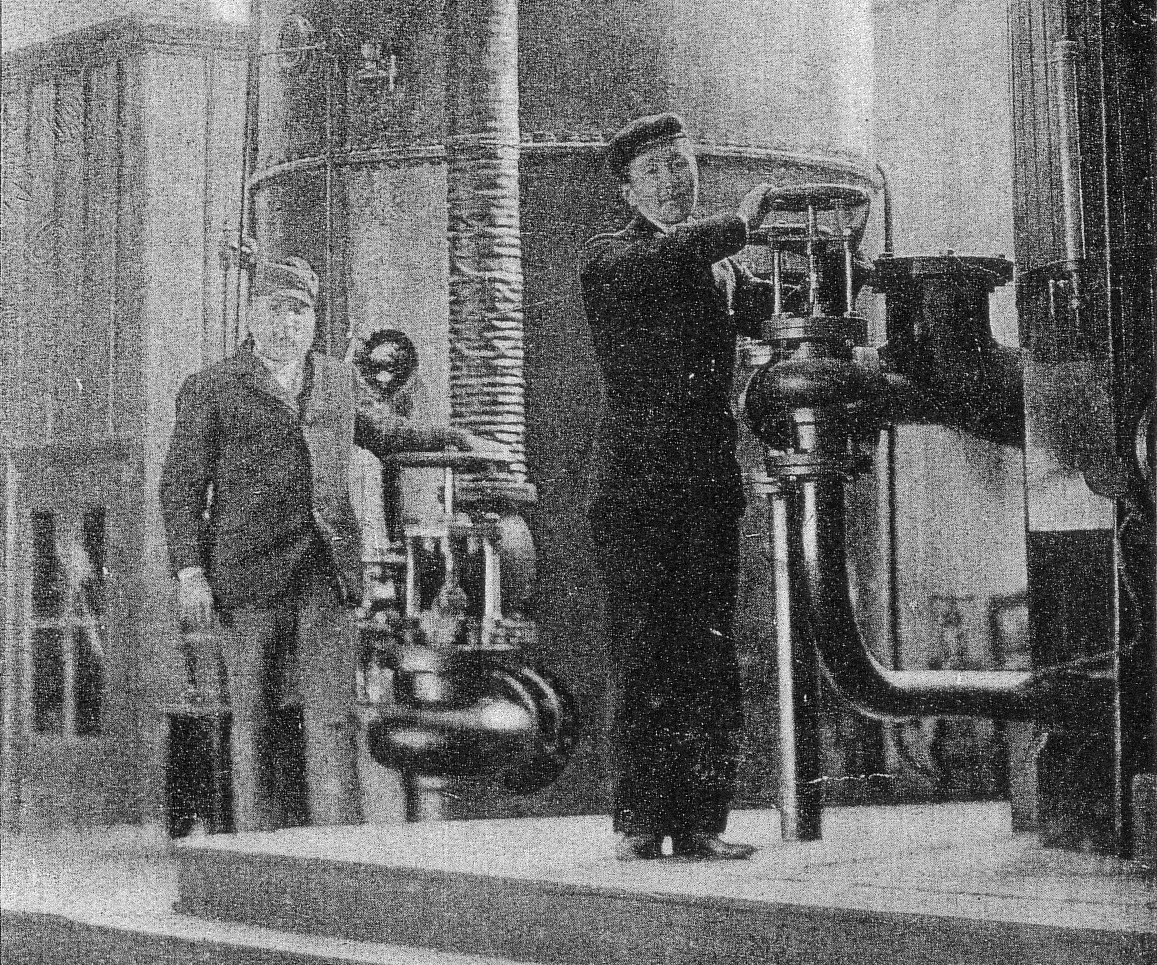
ノイハルデンスレーベンで研修中の半治（手前）

1898年（明治31年）、下斗米（しもとめ）清子と結婚、下斗米半治となる。1899年（明治32年）、父死去。同年5月26日、手島精一の推薦で、文部省より石油業及び糖業研究のため3年間の海外留学を命じられ、海路で東南アジア、ヨーロッパ、アメリカを回った。

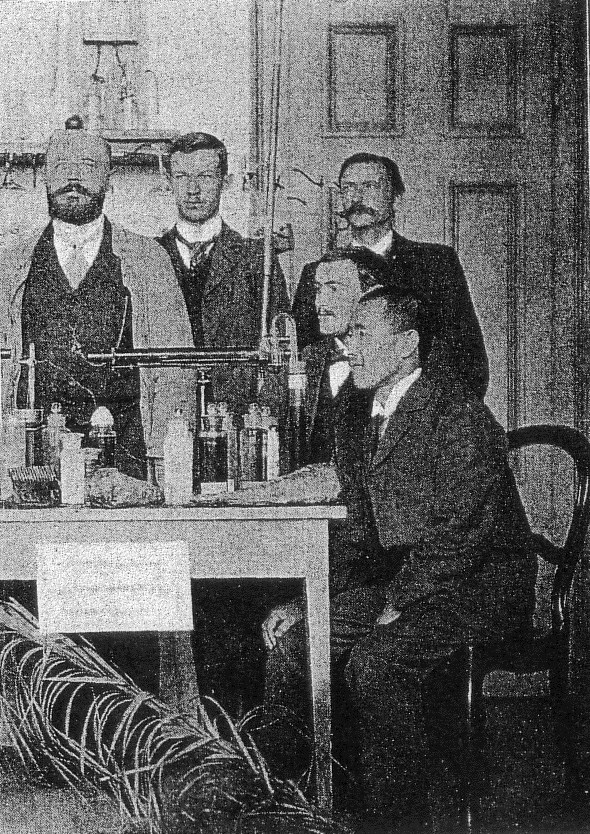
ブラウンシュヴァイク高等工業学校での半治（最手前）

留学当初、半治は砂糖についてほとんど何も知らなかった。まず2月、ジャワ島（後のインドネシア）で糖業試験場、製茶工場、スズ工場などを視察。スエズ運河を通ってヨーロッパに渡り、主にドイツで各種工場を視察する。10月から翌年1月までは500マルクを支払い、ノイハルデンスレーベンで住み込みで研修を受ける。同地は田舎であったが、同工場は化学技師、機械技師を置くレンガ3階建ての近代工場だった。ここでの製法はサトウキビの洗浄、滲出、骨炭濾過を行い、蒸発結晶化するという半治にとって複雑なものだった。1900年（明治33年）1月にはドイツのブラウンシュヴァイク高等工業学校の化学部に入学、砂糖とその原料について講義を受け、実験室で糖蜜の研究を行った。この頃には日本の糖業関係者の間でいくらか名が知られるようになり、かつて札幌精糖の経営に失敗した植村澄三郎が半治を訪ね、失敗に対する半治の見解を尋ねている。札幌精糖の失敗は、一般には札幌の気候が甜菜栽培に向いていなかったためとされるが、半治は小規模生産によるコスト高についても言及している。
半治はさらにアメリカに渡り、1901年（明治34年）10月からミシガン大学化学部で砂糖を専攻した。当時、アメリカで砂糖を学べる大学は2校のみであり、半治はここで砂糖の合成と糖蜜について研究した。半治は当初から修士号取得を目指し、1903年（明治36年）4月に終末試験を受験、有機化学、製造化学、分析、冶金について口頭試問をうけ、合格。ハワイ経由で製糖を見学し、帰国。留学期間は3年5ヶ月、費用8,791円の官費留学だった。帰国後の6月に正式に理学修士（Master of Science）の学位を受ける。
1903年（明治36年）に東京高等工業学校に助教授として初登校する際、「女の乗るような自転車に颯爽と乗る洋行帰りのハイカラスタイル」であったのを学生に目撃されている:282。

### 明治製糖設立

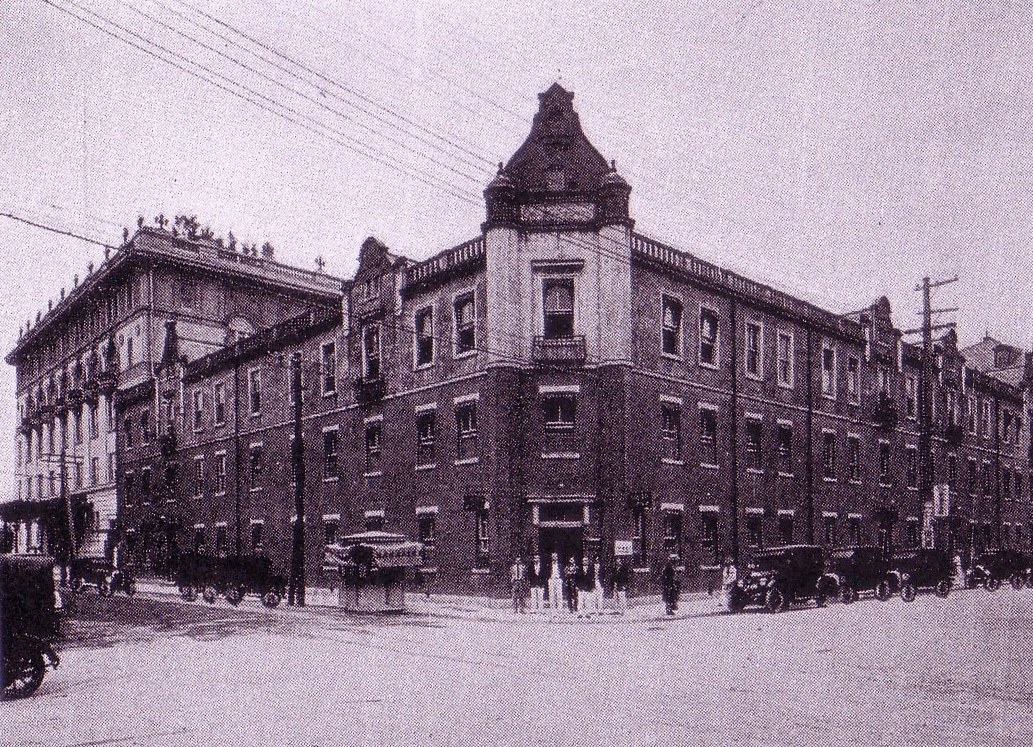
丸の内にあった明治製糖本社

日清戦争の結果、台湾は日本領となり、日本政府は1895年（明治28年）に台湾総督府を設けて現地の近代化を図っていた。中でも製糖業は、それほど豊かとはいえない日本財政でも台湾でできる重要産業だった。台湾総督府はこのため1896年（明治29年）に「ローズバンブー」「ライハイナ」などの新品種をハワイから取り寄せている。1898年（明治31年）に児玉源太郎が台湾総督となり、後藤新平が民政長官となってからは、統治方針の重点を土豪鎮圧から産業育成へと切り替え、新渡戸稲造を招いて精糖奨励法を作らせ、現地企業として台湾精糖を設立させたが、収益は小さかった。
一方、半治は1903年（明治36年）、7月2日付けで東京高等工業学校教授、応用化学科工場長となる。同時に、大蔵省から内地糖業の状況調査を命じられている。さらに、台湾総督府からの嘱託で、台湾の精糖業の視察も行った。一方私生活では、1904年（明治37年）、長女春子が生まれ、1906年（明治39年）に姓を下斗米家の本姓相馬と改めて相馬半治となった。
相馬は1904年（明治37年）、台湾総督府臨時台湾糖務局技師を兼務することになり、冬の製糖期間のみ台湾で技術指導を行うことになった。相馬は、台湾の製糖業が進まないのは製糖会社がいずれも小規模であり、糖業を行うには生産性が悪く、コスト高に繋がっているためと考えた。また、相馬の分析によれば、当時、日本の砂糖消費量5百万担（30万トン）に対し、国内生産高は200万担（12万トン）にすぎず、また、日本人一人当たりの砂糖消費量は欧米人の5,6分の1に過ぎず、今後大きく需要が伸びると考えた。そこで相馬は、1日数百トン規模の大規模な製糖会社を作るよう、同郷の小川䤡吉に進言した。もっとも、相馬の当初の構想は故郷名古屋に精製糖工場を作ることだった:1。相馬らは始め、小川が関わっている大阪精製糖に話を持ちかけたが同社が大日本製糖と合併したため諦めた。

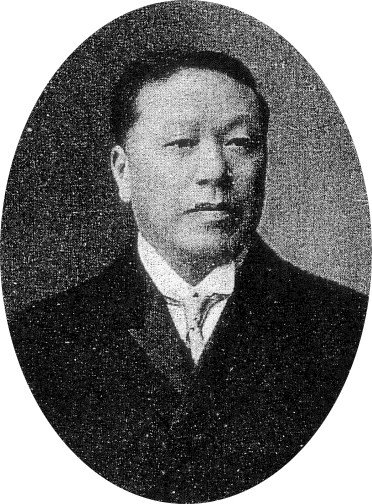
明治製糖の初代社長、小川䤡吉

小川は、むしろ国内よりも台湾で事業を起こす方が望ましいと考え、臨時台湾糖務局長の祝辰巳に掛け合って粗糖を作る新会社を起こすことにした。祝は台湾に純民間の製糖会社を作るのは時期尚早と難色を示すが、小川は民政長官の後藤新平の説得に成功:2、結果、1906年（明治39年）、渋沢栄一を相談役、小川を取締役社長、相馬を専務として明治製糖が設立された。株主は1300株の相馬が筆頭で、500株の渋沢、小川がこれに続いた:38。相馬はこれに合わせて東京高等工業学校教授などの官職を辞している。
相馬は幹部に台湾総督府の人物を数多く招いた。臨時台湾糖務局長の高木鉄男、淡水税務署基隆支所長の有嶋健助、殖産局糖務課長の藤野幹、台湾銀行の江口定滌、元総督府民政長官の内田嘉吉、宮尾舜治などである:39。後々まで相馬を支えることになる有嶋健助の入社は1908年（明治41年）だった。
小川は日本郵船の出身で、書類の字が汚いというだけで怒鳴りつけるという風の、剛直な男だった。小川には傲慢な一面もあり、官僚出身の相馬が明治製糖の重役になると会社の目方が軽くなるとしてやや難色を示したが、他に適任がいないため相馬に決定した。主な分担として、小川が東京本社を、相馬が台湾事務所を見ることになった。小川は相馬の14歳年上であり、相馬を軽くあしらうようなところがあった。例えば、社用で訪ねる相馬を寝不足を理由に追い返すことも数度であった。相馬は癇癪持ちであったが、小川に対しては従順であり、東京高等工業学校の手島精一と共に恩人と呼んでいる。もっとも、小川は部下に対しては「上司に意見を言う場合には、一気に通さず、相手が納得するまで手を変えて無理せず交渉せよ」とも語っており、気配りのできる人物だった:254。

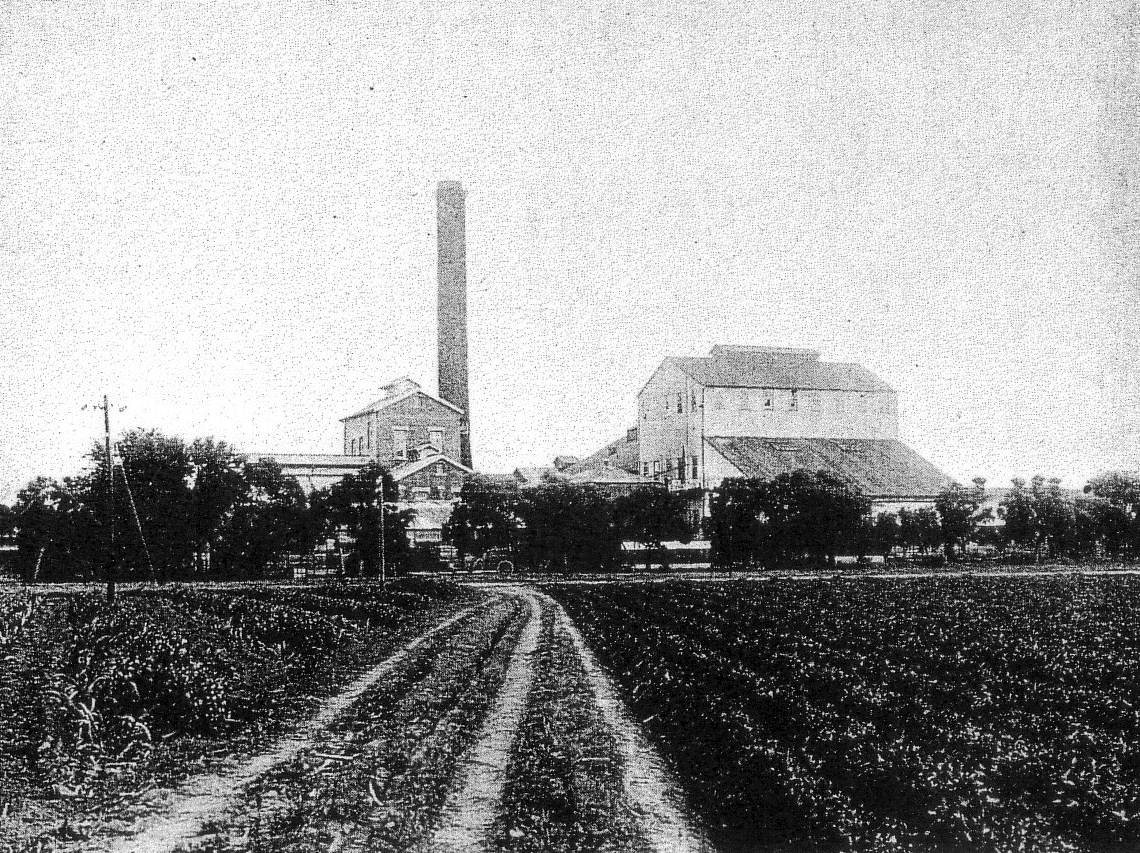
総爺製糖所

相馬は1909年（明治42年）から台湾での工場建設に着手、まず蕭壠製糖所（しょうろう、現在の台南市佳里区）に着工した。土地も農耕条件や水利交通を考慮して相馬が選定した:3。機械は相馬自身が欧米で買い付けたものだった:6。この視察中に相馬は落馬して一晩人事不省になったり:220、マラリアにかかったり、使った港に荷役設備が無いため運んだ機械が溢れて荷揚げができなかったりと苦労をしたが、相馬は回廊録に「この間に於ける私の苦心努力は相当大なるものであったが、（陸軍）在隊中の苦労同様、前途の希望のため何らの苦痛も感じなかった。思うに、私はどこまでも趣味の人にはあらず、徹頭徹尾労務の人ともいうのであろうか」と記している。
翌1910年（明治43年）からは蕭壠製糖所と併行して蒜頭製糖所（さんとう、現在の嘉義県六脚郷）を着工、さらに1912年（大正元年）総爺製糖所（現在の台南市麻豆区総爺）を作った。（これらの工場は、第二次世界大戦後、台湾に本拠を移した中華民国の国民政府主導で台湾糖業公司の第三区分公司として接収、利用されている。）
当時、台湾で作れるのは主に粗糖のみであり、精製糖は日本本土で行うのが一般的だった。そこで相馬は1912年、横浜製糖を合併して川崎工場とし、1913年（大正2年）には中央製糖を合併する。ただし事業拡張は順調なばかりでもなく、1913年に自身が相談役を務める斗六精糖の合併を東洋精糖と争い失敗している。1915年（大正4年）、会長の小川が老齢のため退職し、相馬は47歳で専務取締役社長となった。有嶋は宮尾舜治と共に専務となった。業務としては有嶋は小川の後任であり、東京事務所からほとんど動くことはなく、台湾は引き続き相馬が見ていた:250。
相馬は何事も徹底してやる癖があり、有島健助に「鶏を割くに牛刀を以ってするの感を人に与える」と評されている。また、会長の小川と共に、業務最優先を徹底した。例えば重役に対し、一般社員より早く出社し、一般社員より遅く帰宅するよう指導し、人材配置はコネを排して適所適材に努めた。

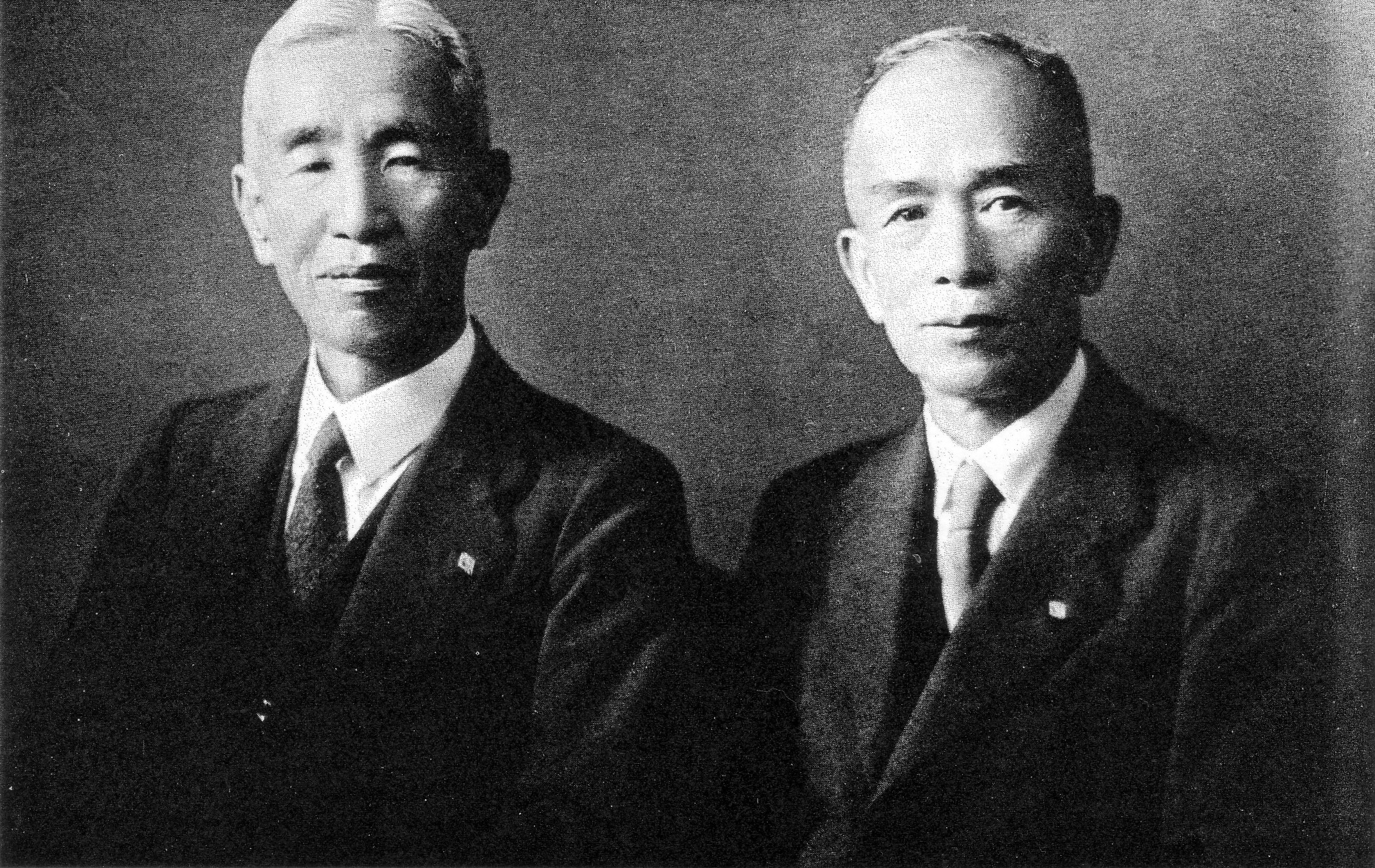
相馬半治を長年支えた有嶋健助（右）

有嶋健助は慶応4年8月12日に鹿児島県薩摩郡平佐郷平佐村145番戸（現在の薩摩川内市平佐町）に第5子、次男として生まれた。父は士族で医師だった。14歳の時に兄と姉を亡くし、16歳の時に父が病死する。造士館で学んでいたが家計の都合で中退し、17歳で上京、24歳で大蔵省に入省。28歳で台湾総督府雇になり、29歳で大蔵省を退省し台湾総督府に正式に入府。1907年（明治40年）に明治製糖ができると、翌年に官を辞して明治製糖に入社する。有島は東京事務所勤務となり、台湾にはほとんど行かなかった。有嶋の渾名は「のれん」であり、自身の案を独裁的な相馬に蹴られても「ああ、そうですかなあ」と受け流せる人物であり、部下の提言に不満があっても怒るということがなかった。ただし軟弱な性格ではなく、薩摩隼人の気迫と温厚誠実さを持っていたと評されている:364。有嶋は、相馬に相談や報告をする際、相馬がどれほど勧めても決して椅子に座ろうとせず、姿勢を崩さずに話をするような律儀な人物だった:279。有嶋は相馬よりも1つ年長であり、普段は部下を呼び捨てにする相馬も、有嶋に対してだけは「有嶋君」と敬称を付けている:213（昔の「君」は、現代よりもかなり丁寧な敬称だった）。相馬と部下の間に立つ有嶋は、良い提案があれば部下に代わって粘り強く相馬に交渉する役割を持っていた:253。また、相馬が部下を叱った時に有嶋はしばしばとりなし役を務めた:263。また、相馬は部下からの相談に対して即決でイエスかノーかの結論しか言わなかったので、有嶋がその理由を丁寧に説明することもしばしばだった:278。

### 明治製菓設立

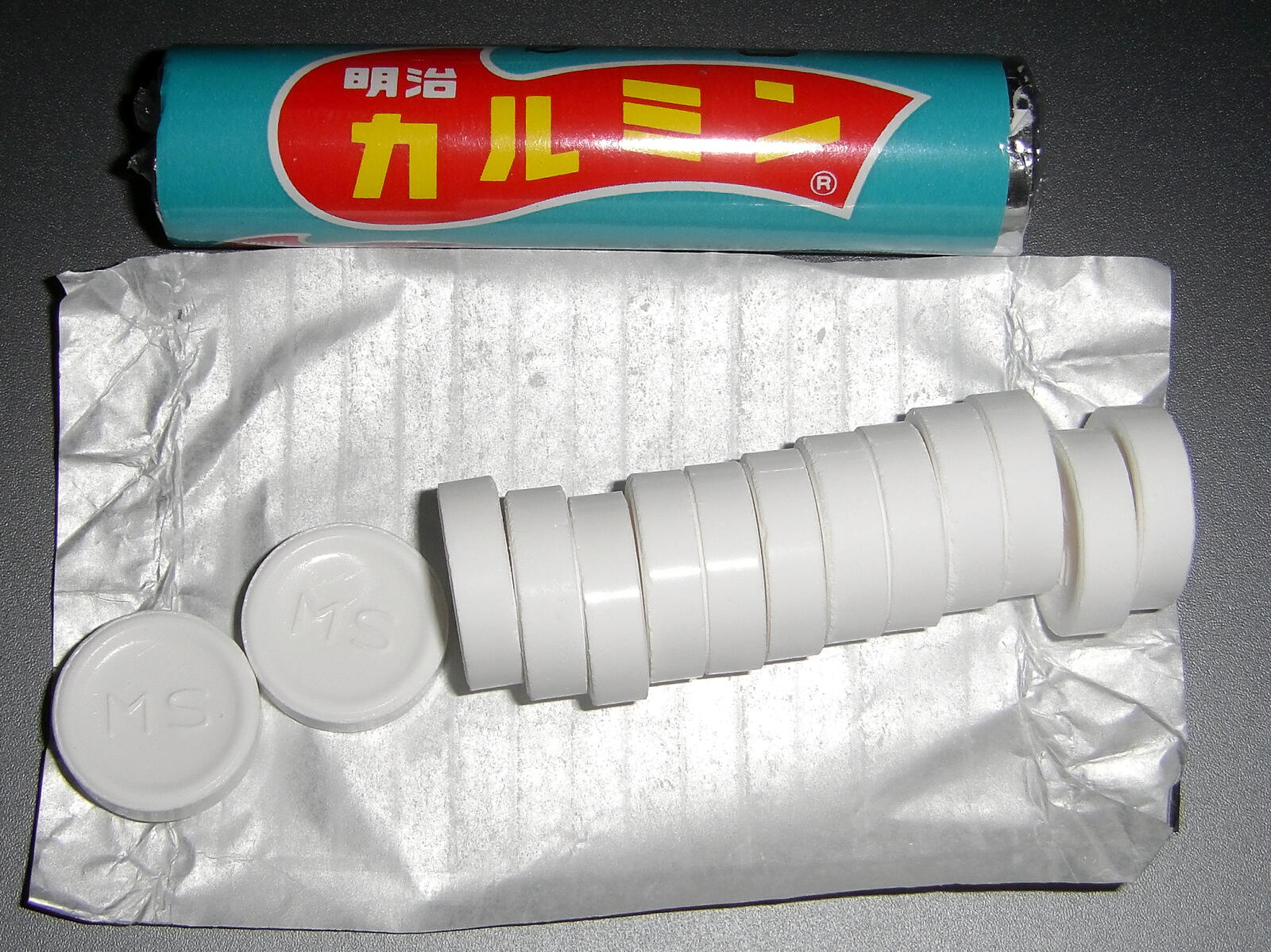
カルミンは1921年に販売開始された明治製菓初期製品の一つ

相馬は明治製糖の社長に就任すると、経営の多角化に乗り出した。1916年（大正5年）に日本グリスリン工業株式会社（ダイナマイトの主要原料グリセリン、ステアリン酸、オレイン酸の製造）、日本原毛株式会社、大正製菓株式会社を次々と設立する。
大正製菓株式会社設立の背景には第一次世界大戦があった。大戦の影響でヨーロッパの製造業が大打撃を受け、菓子のような必需品とは言えないものはアジア各国に輸出されてこなくなった。当時の日本の大手洋菓子メーカーは森永製菓（払込資本金50万円）と東洋製菓（払込資本金10万円）ぐらいであり、日本の需要全部を賄えるだけの生産量ではなかった:1。相馬は砂糖の消費先としてそこに目を付け、製菓会社設立を決意した。
ところがそれよりわずかに先、濱口録之助が1916年（大正5年）8月に資本金100万円、払込資本金25万円で東京菓子株式会社を創立し、社長となっていた。これに対して明治製糖は資本金150万円、払込資本金37万5千円で12月に大正製菓を設立、すぐに東京菓子に合併話を持ち掛け、東京菓子を存続会社として合併を成立させる（資本金250万円、払込資本金62万5千円）。
東京菓子は大久保町に本社兼大久保工場を作り、キャラメルやビスケットなどの製造を始めた。東京菓子の設立により、森永製菓は資本金で業界2位となった。資本力の大きい明治製糖系の製菓会社は森永にとって脅威であり、一部の森永専属特約店の離反騒動も起こっている:63。
社長は引き続き旧東京菓子系の濱口録之助が続けたものの、株式の過半数は明治製糖が握った。経営陣は、社長、専務は旧東京菓子系、平取締役は旧東京菓子系と明治製糖系とで4名ずつとなった。1918年（大正7年）3月14日、明治製菓で旧東京菓子系の役員の内、取締役5名、監査役3名、相談役1名の9名が退職し、旧東京菓子系の役員は濱口社長と平取締役、監査役各1名のみとなり、4月4日には資本金200万円に減資となった。濱口社長も翌1919年（大正8年）に平取締役に降格、相馬の補佐役有嶋健助が専務として東京菓子のトップに立った。相馬は明治製糖では有嶋の上司だったが、東京菓子では引き続き平取締役を務めた。
相馬はさらに1918年（大正7年）、ゴム栽培にも手を付け、本社を東京、ゴム園をスマトラ島とするスマトラ興業を設立している。1920年（大正9年）には商社部門である明治商店創立、相馬は相談役となる。明治製糖は製糖業に留まらない大企業へと発展し、グループ企業全体を称して「大明治」と自称するようになった:157。ただし、何にでも手を出したわけではない。例えば部下がマカロニの製造販売を企画段取りし、有嶋の了承まで得て相馬の決裁を仰いだが、「うどん屋の真似はせん」との一言で否決されている。また牛肉の大和煮缶詰の販売に対しても、相馬は「四足のものはやらん」と否決している:334。

### 関東大震災
1923年（大正12年）9月1日、関東大震災が発生する。震災により明治製糖の大手代理店増田屋が倒産し、明治製糖に数百万円の損害が発生した。相馬は明治製糖社長の辞任を申し出るが古老重役に引き止められている。同じ1923年、長女春子が婿養子敏夫を迎える。
一方、東京菓子は創立7年を迎えていたが、一般消費者相手の商売は難航を極めていた:2。そこで相馬は、1923年12月27日の定期株主総会を機に会長としてトップに立ち、自ら先頭となって菓子部門の改革を決意する。翌1924年（大正13年）3月から10月まで欧米視察を実施、外遊中の9月1日に称号を明治製菓と改めた。
ただしその後もしばらくは苦戦が続き、「明菓は明糖の癌なり」とまで言われた。相馬は欧米などでの知見から、菓子販売には商品形状、意匠、商品陳列、広告が重要であると考えた。広告として、例えば1921年（大正10年）に電車の吊り広告を実施、1923年（大正12年）には宣伝誌『スヰート』を発刊、1924年（大正13年）には福岡日日新聞で懸賞標語を募集している。
カカオ豆からのチョコレート一貫製造を日本で初めて本格的に行ったのは、1918年（大正7年）の森永製菓であるが:72、明治製菓も日本では2番目:186、1926年（大正15年）にチョコレート機械を輸入して据え付け、ドイツ人技師の指導で生産を開始している:10。
1927年（昭和2年）蔵前工業会理事長に就任。1928年（昭和3年）、関東大震災の際の寄付の功績により紺綬褒章、さらに糖界への功績として藍綬褒章を受章した。1929年（昭和4年）、相馬は練乳製造に着手するため明治乳業を設立した。同年、相馬は還暦となり、社員有志から胸像を贈呈され、翌年に自伝『還暦小記』を出版する。相馬は『還暦小記』の編集を、旧来の友人杉村楚人冠に頼んでいる:巻末4。
相馬は社員に対しては厳しく、婿養子の敏夫が、明治製糖を病気退職となった知人を再雇用するよう相馬に頼むと、「その種の病気で半年や一年の療養で復職したものは成績がどうも面白くない。病気退職であるから全快すれば就職の点は何とか考慮するが、今のところではその申し出は撥ね付ける。今復職させるのは本人のためでないから」と答えている:103。また、「定規をあてて直線を引くことは容易である。しかし我々が世の中にたってことを処理していくには、フリーハンドで直線を引きうるように心がけなくてはならぬ」と教えている。これを敏夫は「人情味を持って仕事をせよ、しかし曲がったことはするな」と解釈している。また、職人にも声をかけるような人柄であった。相馬は社長室の壁一面に明治グループの重役の名札をぶら下げており、暇さえあればそれを睨んで新しい人事を考えていた:212。
同年、精糖各社の競合による砂糖過剰供給を防ぐため、精糖カルテルとして砂糖供給組合が成立する。しかし、組合規則は急変する状況に付いていけず、1933年（昭和8年）にはカルテル破りをする企業が続出する。この際、台湾製糖の武智直道はカルテル維持を主張し、大日本製糖の藤山愛一郎はカルテル廃止を主張した。そこで相馬、武智、藤山の三頭会談が行われ、相馬がカルテル廃止に傾いたために1934年（昭和9年）に解散となった。その後の価格調整については大日本製糖、三井物産、明治商店、安部幸商店の定期打合わせで行われることになっている:179。

### 明糖事件
1932年（昭和7年）、明糖事件または明治製糖事件と呼ばれる脱税疑惑事件が持ち上がる。事件は最終的に、税金に関する大蔵省と警視庁の見解の違いと判明し、大蔵省黙認の話であったとして、明治製糖に対して追徴金及び罰金72万8千円という比較的軽い処分に終っている。ただし、当時は政党政治時代の終焉期であり、国民の政党や財閥に対する不信感を背景に、政友会と民政党との対立の影響を受け、新聞の大衆迎合主義的な大企業批判によって、非常に大きな事件として世間を騒がせることになった。
事件は、1931年（昭和6年）に脱税に関して明治製糖に対する告発があり、取り調べられたことに始まった。後に分かったことだが、輸入砂糖の規定時間外の荷揚げ作業に不満を持つ従業員が、これを脱税のためと誤信して触れ回ったため、その情報が回りまわって横浜検事局の知る所となり、それがさらにマスコミに伝わって報道されたのがきっかけだった。この時も新聞はかなり書きたてていたが、時の政権与党が明治製糖寄りの民政党だったこともあり、すぐに終息した。ところが1931年（昭和6年）に犬養毅内閣が誕生して政権が政友会へと移ったため、民政党への格好の攻撃材料としてこの事件は徹底的に調べられた。
調べが進むに従って、明治製糖が事態の早期終息を図って事件を糾弾する一部勢力に金品を渡していたことが発覚したため、事件はかえって大きく取り上げられることになった:16。さらに、明治製糖が事件を揉み消すために民政党に30万円の手形などを渡したと新聞で報じられたため（これは事実ではなかった）、ついに警視庁により、相馬ら明治製糖幹部を拘留しての取り調べが行われた。
相馬が拘留されたのは1932年4月14日だった。記録好きな相馬は、その詳細を自伝『古稀小記』に記している。それによると、警視庁の警部が取り調べを行い、相馬に対して経理上の不正を問い詰めたが、相馬は知らぬとの一点張りで通している。取り調べは強硬だったが、それ以外の留置所での待遇は比較的丁寧だった。相馬の入った留置所は直前まで血盟団事件の幹部が使っていた比較的清潔な一人部屋だった。朝食は一合の白飯と一椀の味噌汁と漬物、昼食には副食として肉または魚が付き、夜は野菜であった。もっとも同時期に収監された部下の有嶋は、拘留中の冷えにより、その後季節の変わり目にしばしば喘息を起こすようになっている:256。5月2日には市ヶ谷刑務所に移され、5月11日に解放された。この4日後にいわゆる五・一五事件が起こっている。
大々的な取り調べにもかかわらず、警視庁が事件性ありと判定できたのは、粗糖の非課税区分を巡っての不正が見つかったのみだった。当時純度95%未満の糖は粗糖（原糖）とされ、非課税対象だった。ところが台湾での明治製糖の技術力が上がり、粗糖の段階で純度95%を超えることが時々起こった。これは特号という扱いで規則では課税対象となったため、明治製糖の技術者が検査の際に不当に純度を低く申告することがあった。相馬もこの事実を知らず、一方でこの会計処理は大蔵省も黙認のことであったが、結局これだけは罰金と追徴金の対象となった。相馬は回想録の中で「かかる小刀細工の結果がこの大事件を起こしたことになったのは、まことに遺憾至極のことであった」と述べている:36。
この事件は政党政治と大企業に不満を持つ新聞や右翼の格好のネタになった。例えば全日本興国同志会は1932年の書籍の中で、明治製糖が関直彦、中島守利、西岡竹次郎に便宜を依頼したとして、「かくては実に会社と既成政党とは共に国家の害虫であると断ずべきである」と結んでいる:131。あるいは同じ1932年に報知新聞は、税務署長である相馬の娘婿敏夫が明治製糖株を巡って怪しげな動きをしていたとの報道を行っている。また、1932年8月からの臨時議会では、政友会の浜田国松、津雲国利らが政府（岡田内閣）を追及している:34。
相馬は明糖事件に責任を感じ、1932年10月に明治製糖社長を一時辞任している。本社2階に重役が集まって辞任の経緯が説明された際、腹心の部下有嶋は声を上げて泣いた。それに釣られて相馬も大声で泣き出している:270。この時、部下の有嶋も辞任を希望したが、相馬に差し止められている:巻末9。
この事件は相馬に大きな印象を与えており、後にこの様子をたびたび家族に語って涙を流すこともあったという:291。相馬は社長辞任後も明治製糖に残り、後任社長の原邦造を助けた。少し後の1934年（昭和9年）に帝人事件が発生すると明糖事件は影が薄くなったが、同年、相馬が社長復帰しようとすると大蔵省は時期が悪いと暗に差し止めている。この様子を1935年（昭和10年）の國民新聞は「相馬君の仕事の手口は総体に陰性で人目に立たぬ為、色々に言われる」と記している。

### 晩年
社長辞任後も仕事を続けるが、自伝には行楽やボランティアの記録が目立つようになる。例えば1934年（昭和9年）の朝鮮視察の際には金剛山観光、東北視察に出かけた際には帰路白馬岳登山を行っている。
1936年（昭和11年）、ようやく明治製糖OBや監査役が相馬の復帰に動き出し、翌年2月8日、原が取締役会長、相馬が社長、有嶋が副社長という体制になった:56。同年、明治製糖研究所を独立させ、相馬は顧問として鈴木梅太郎、真島利行、加藤与五郎といった一流の学者を招くのに尽力している:208。
1937年（昭和12年）には母校ミシガン大学百年記念式に参列し、ミシガン大学に研究資金1万円を提供して自身の名を冠した「相馬精密実験室」を設置させている。合わせてヨセミテ国立公園、ナイアガラ瀑布観光をしている。さらにヨーロッパに立ち寄りパリ万国博覧会、ソグネ・フィヨルド、人魚姫の像を見学、ベルリン700周年記念祭にも出席している。もっとも、観光だけではなく、乳牛買付など仕事もこなしている。
1942年（昭和17年）4月27日、明治製菓会長を辞し、相談役。1943年（昭和18年）、明治製糖相談役。相談役になってからも実権を握り、重役の辞令やボーナスは相馬が渡していた:269。1945年（昭和20年）5月25日、伊皿子の本邸が東京大空襲で焼失、鎌倉市大町の別邸に移る。6月26日に入院。相馬はジストマと聞かされ、そのための治療を受けるが、実際には癌だった。8月30日に退院するが、翌1946年（昭和21年）1月7日、脾臓癌のため死去。1月10日、明治製菓ビル講堂にて社葬:315。戒名は興明院大鑑照徹大居士。長年の部下有嶋健助も、翌年死去している。
死後の1955年（昭和30年）、相馬の銅像が作られている。
明治製糖は1996年（平成8年）、大日本製糖株式会社と合併し大日本明治製糖となった。

## 人物

### 家族

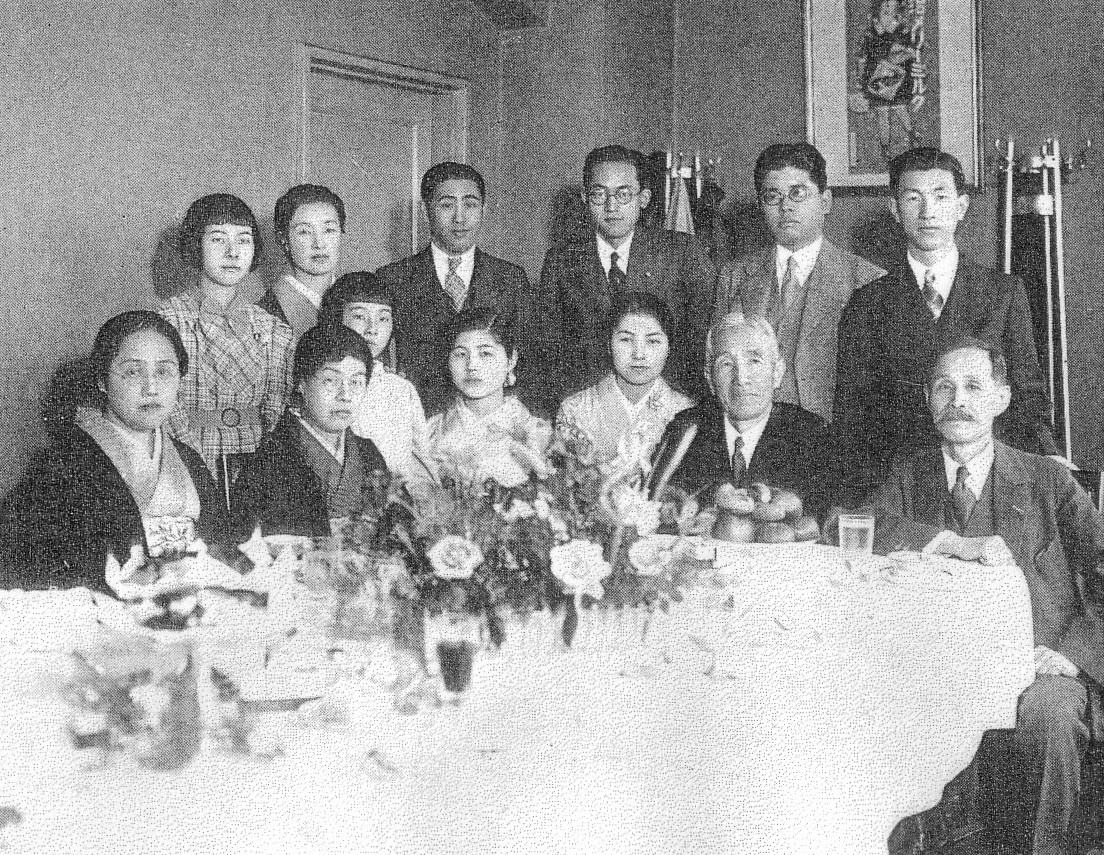
相馬の近親、1937年。相馬半治（前列右から2人目）、妻清子（前列左から2人目）

父が武士の商売で失敗したため、半治の幼いころは貧窮を極めた。苦労のため、母も半治が幼いころに亡くなっている。数え16歳で仕事のために家を出るが、毎週末には父に会うため家に帰る優しさを持っていた。
ところが17歳で上京してからは、31歳で父が死ぬ時まで、一度も故郷に帰っていない。自身がそうであるだけではなく、後年、部下が8年ぶりに故郷の両親に会いたいと相馬に希望したときも「それは君、無駄なことだ」と激しく言ったという（ただし結局はその部下の帰省を許した）:219。
1898年（明治31年）、第百五十二国立銀行の設立に携わった松田通信の仲介で、旧南部藩出身の下斗米清子と結婚して婿養子になる。ただし半治が仕事などで家を空けがちだったので、妻の実家の受けはよくなかった。
1904年（明治37年）、長女春子が生まれ、1906年（明治39年）に姓を下斗米家の本姓相馬と改めて相馬半治となった。下斗米家は一族の祖先に相馬大作を持つことで有名な家であったが、この姓にしたため、後に福澤諭吉の婿養子である福澤桃介に「相馬半治という職人らしき名前の持主の人によって主宰せらるる明治製糖」と書かれ、それがさらに「相馬半治という大工のごとき名の人を人頭に頂く明治製糖」という形で書かれたこともある。
1908年（明治41年）5月、長男秀夫が生まれるが、翌1909年（明治42年）7月に百日咳と肺炎を発病、8月6日に2歳で死去する。長男が死んだ際、相馬は台湾で役人の接待のため日本に戻れなかった。病変があるたびに家族から電話で呼び出されたが、「今は大事な会社の用事だから医者によく頼んでなんとかしなさい」と答え、接待の場にそ知らぬふりで戻っていた。しかし、後々まで長男の死を思い出しては涙ぐむこともあったという:291。
1930年（昭和5年）の自伝 『還暦小記』の中で家族について触れ、同居人は妻、娘春子と婿養子の敏夫、次男成朗（長男は夭折）、妹婿の子供跡夫と数人の雇人と語っている。
妻も大切にした。1945年（昭和20年）5月の東京大空襲の際、妻とばらばらで逃げた部下に対して「女房を捨てて一人で逃げる馬鹿があるか」とさんざん怒鳴りつけている:231。

### 上司として
相馬は部下の提案を即座には受け入れない癖があった。また、相馬が部下を叱るときには周り中に聞こえる大声だった。例えば1931年頃の大晦日、小田原のある建物の屋上の「明治チョコレート」の看板が秋の台風でやや曲がっているのを発見すると、明治商事菓乳部の常務を電話口に呼び出し、「看板が今にも落ちそうな場所があり、明日元旦というのに不体裁である。本日中に修繕せよ」といった風だった:280。あまりにしょっちゅう怒鳴り散らすため、「相馬台風」とのあだ名が付けられた。ただし相馬は、大声で叱った後は大声で笑って場をとりなそうとするのが常だった。
相馬に何か提案する時は、機嫌が悪い時には通るものも通らなかったので、周囲は相馬の機嫌を確認するよう注意を払っていた:309。また、部下の独断を嫌い、例えば部下が指示を独断で変更したことを知った際には社長室でテーブル掛けごと煙草盆を投げ飛ばしたこともある:197。
ただし、自身は癇癪を起こしているつもりはなかった。明糖事件で拘留された際、娘婿に「お父さん、これからはあまり怒らないほうがいいですよ」と注意されると「だれがお前にそんなことを言ったのか、俺は怒ったことはなく、注意しているだけだ」と返している:291。

### 金銭感覚
相馬は、明治製糖会長の小川と共に、社内での倹約を徹底した。社用品の私用も厳しく禁じた。社用車は持たず、重役の車は自弁で用意させた。このため後に相馬はケチとの悪評も立ったが、関東大震災の折には多額の寄付を行い、1928年（昭和3年）にその功績により紺綬褒章を受けている。
無駄は嫌いだった。1927年（昭和2年）に両国工場を作る際、設計担当者が将来の拡張に備えて工場2階の強度を1.5倍にしようとしたところ、将来の事は分からないのだからとその部下をさんざんにしかったため、その部下はその内容を30年後にも忘れることができなかったほどである:203。
相馬はケチとの評判を時々されたが、部下からはそうとも言えない話がいくつか伝えられている。例えば、部下が高価な冷却機の購入を提案したとき、相馬は「俺は失敗すると思うが、お前はその責任を取れるか。失敗したとき給料から差し引くぞ」と言って許したが、結局その部下は失敗した。しかしその事でその部下を責めなかった:200。

### 交友関係
相馬は上流社会の人と交流するのが好きだった。
1920年（大正9年）、大隈重信の元別荘を手に入れる。後の関東大震災で被災したが、修復して「和楽荘」と命名、北白川宮成久王一家、久邇宮邦彦王一家、香淳皇后とその子供らを招いている。久邇宮とは時々ゴルフをする間柄でもあった。なお、和楽荘は皇太子誕生を機に警視庁に寄付している。杉村楚人冠も旧来の友人で、よく共にゴルフをやった。
明治製菓の工場に皇族を呼ぶのも好きで、1927年（昭和2年）には久邇宮邦彦王夫妻を川崎工場に招いている。その後も閑院宮載仁親王と春仁王妃直子、伏見宮博恭王夫妻を招いたり、朝香宮湛子や賀陽宮邦寿を学習院の学友一同と共に招いたりしている。
また、目上の者には丁寧だった。例えば1933年（昭和8年）に久しぶりに明治製糖の恩人渋沢栄一と夕食を同席した際、相馬が挨拶をする時に渋沢がいくら勧めても席に座ることは無かった:229。
また、接待の際には部下に客の趣味などを調べさせて客との話を盛り上げようとしたり、提供する食事の内容を吟味したりと綿密な注意を払うのが常だった。社員一同の懇親会の際に権兵衛の種まきの踊りを披露したり、接待の席で客に芸を乞われて困る部下の代わりに棚のだるまさんの端唄を披露したりもしている:182。

## 主要参考文献
- 相馬半治『還暦小記』実業之日本社、1930年。 還暦までの自伝。日記の抜粋が中心であり、資料として貴重。
- 相馬半治編 編『還暦小記余録』1930年。 著者が贈った『還暦小記』に対する感想文集。長岡外史、清浦奎吾、徳川義親などが寄稿している。
- 相馬半治『古稀小記』1930年。 『還暦小記』以降の自伝。
- 相馬半治『喜寿小記』1956年（昭和31年） エラー: 日付が正しく記入されていません。（説明）。 相馬自身による出版は果たせず、日記を抜き出して前作風の構成にした部分と、相馬を偲んでの座談会等からなる。
- 有嶋健助『使命の感激』1959年（昭和34年） エラー: 日付が正しく記入されていません。（説明）。 巻末に有嶋と相馬を偲んでの座談会が載せられている。
- 神戸大学付属図書館デジタルアーカイブ 新聞記事文庫 昔の新聞記事を、複写画像とテキストの両方で閲覧可能。

## 関連書籍
- 西田鶴子『大明治を築くまで : 明治製糖株式会社社長相馬半治翁の若かりし頃』大日統社、1938年。 相馬半治に関する伝記風小説。